# Amynodontidae
Amynodontidae là một họ động vật guốc lẻ tuyệt chủng trông giống hà mã, chúng có nguồn gốc từ Hyracodontidae. Chúng sống Bắc Mỹ, châu Âu và châu Á vào cuối thế Eocene tới Miocene từ 46.2—7 triệu năm trước và tồn tại khoảng 39.2 triệu năm.
Loài cuối cùng tuyệt chủng vào đầu Miocene tại Bắc Mỹ, do cạnh tranh với loài tê giác Teleoceras. Mặc dù có họ hàng gần với tê giác, chúng có bề ngoài giống hà mã hơn. Vài chi, như Cadurcodon, trông giống heo vòi.

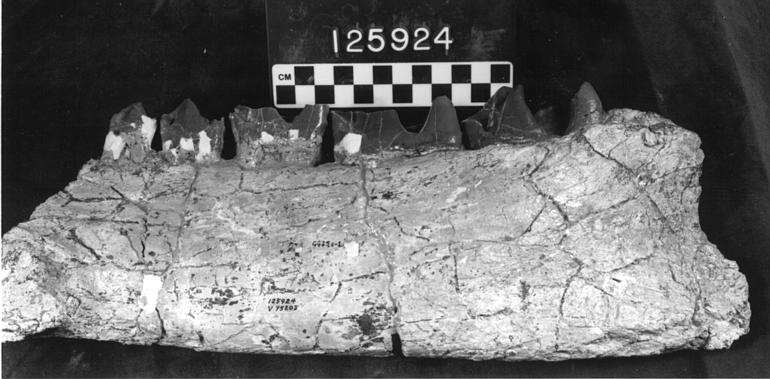
Zaisanamynodon protheroi

## Phân loại
†Amynodontidae
- Phân họ Amynodontinae
  - Tông Cadurcodontini
    - Cadurcodon
    - Lushiamynodon
    - Sharamynodon
    - Sianodon

  - Tông Metamynodontini
    - Gigantamynodon
    - Metamynodon
    - Paramynodon
    - Zaisanamynodon

  - Tông incertae sedis
    - Amynodon
- Phân họ incertae sedis
  - Amynodontopsis
  - Armania
  - Cadurcamynodon
  - Cadurcopsis
  - Cadurcotherium
  - Caenolophus
  - Euryodon
  - Hypsamynodon
  - Megalamynodon
  - Mesamynodon
  - Penetrigonias
  - Procadurcodon
  - Rostriamynodon
  - Teilhardia
  - Toxotherium